# Esplais Catalans
Esplais Catalans es una asociación de esplais laica y progresista que trabaja desde el voluntariado para la transformación social. En la entidad entidad, el esplai es una escuela de ciudadanía para niñas y niños, jóvenes, familias, monitores y monitoras; una forma de educación popular. Esplais Catalans es el resultado de la voluntad de los esplais y de las personas que los conforman de contar con espacios de intercambio, aprendizaje y de acción conjunta. Esplac hace promoción de la igualdad, la libertad, la participación asociativa, la educación ambiental y los derechos de las niñas y niños.
En este sentido, Esplais Catalans facilita la formación de los monitores y monitoras, organiza encuentros, impulsa campañas y promueve la creación de comisiones de trabajo sobre aspectos relevantes para los esplais.

## Misión, visión y valores

### Misión
Esplais Catalans es una asociación de esplais laica y progresista que trabaja desde el voluntariado para la transformación social con base en los derechos de las niñas y niños, mediante la educación popular. El fortalecimiento y la participación de los esplais es su razón de ser.

### Visión
Los esplais quieren ser agentes educativos clave en la transformación social del territorio, inclusivos, diversos y reconocidos por su tarea educativa. Para hacerlo, Esplais Catalans potencia el espacio laico, voluntario y asociativo, trabajando en red, dando atención personalizada y creando discursos compartidos entre toda la asociación. Lo conseguen siendo un movimiento más participativo, crítico, fuerte, cohesionado y arraigado en el territorio, con un proyecto de revisión constante, además de tener unos equipos implicados y formados.

### Valores
- Asociacionismo: una herramienta para la autodeterminación de las personas y la autogestión de los grupos a través de la participación democrática y asamblearia y de la vertebración federal de los esplais en el territorio.
- Feminismo(s): las relaciones, la educación y la organización social se conciben desde una mirada interseccional que examina todas las categorías biológicas, sociales y culturales. Ponen las curas y las personas en el centro para llegar a una sociedad equitativa.
- Internacionalismo: desarrollan una conciencia de responsabilidad global compartida hacia el planeta y las personas fomentando la capacidad de mirar hacia fuera, de trabajar en red y de compartir experiencias para entender nuestro contexto cotidiano y transformarlo.
- Laicidad: es un movimiento crítico a favor de la libertad de pensamiento y de acción de toda la ciudadanía, especialmente de niñas, niños y jóvenes, con los derechos humanos y de la infancia como marco de referencia.
- Voluntariado: una vía por una ciudadanía activa y llena se basa en el compromiso, la responsabilidad y del rol de liderazgo que asumen las monitoras y monitores de los esplais.

## Proyecto educativo

### Educación en, para y sobre los Derechos de la Infancia
El proyecto educativo de Esplais Catalans surge del trabajo conjunto de las niñas y niños, monitoras y monitores y familias que forman la asociación, y recoge las ideas y las convicciones con las que trabajan, es decir, la forma de educar. Para adaptarse a las nuevas coyunturas sociales y dar respuesta a las necesidades reales de los esplais, los documentos que conforman el proyecto pedagógico de Esplac están vivos y evolucionan continuamente. Por este motivo, actualmente tienen en marcha un proyecto de renovación de las líneas pedagógicas de Esplac.
Como asociación laica y progresista, trabajan la educación en base a los derechos de las niñas y niños. Entienden la educación en los derechos de las niñas y niños desde un enfoque integral que tiene en cuenta tanto el conocimiento de los propios derechos y responsabilidades como el aprendizaje de las habilidades y actitudes necesarias para conseguir una sociedad más justa e igualitaria.
El juego es la metodología principal del esplai, porque permite trabajar valores, competencias y habilidades de una manera distendida y divertida. Otra gran herramienta pedagógica son las actividades vacacionales (campamentos, colonias y rutas), que desde un entorno natural potencian la convivencia en el grupo, el crecimiento personal y el trabajo de valores como el consumo responsable, la solidaridad y la cooperación.

## Historia
La aparición del movimiento de los esplais fue uno de los fenómenos juveniles más interesantes y característicos de los años del tardofranquismo y de la recuperación democrática, un elemento sin el cual es imposible entender la sociedad catalana contemporánea. Con recursos limitados y partiendo solo de la acción voluntaria de monitoras y monitores jóvenes, volvió la herencia de los movimientos de renovación pedagógica de principios de siglo y de los tiempos de la Segunda República para volver a reconstruir un tejido asociativo que había quedado muy dañado por la dictadura. 
Aunque sus inicios fueron como movimiento de Iglesia, pronto se articuló una propuesta para constituir un proyecto educativo basado en los principios de la laicidad y el progreso, que incorporaba los discursos y métodos propios de la educación popular. A lo largo de los años, los esplais han demostrado ser un marco único para el aprendizaje experimental de la participación y la democracia desde las calles y las plazas de los pueblos y ciudades de todo el país.

### Antecedentes
- (s.XIX-XX) Orígenes y antecedentes de los esplais como movimiento educativo

El movimiento de los esplais tiene unos inicios difusos en el terreno histórico, dado que no existe un solo momento ni lugar fundacional, sino un conjunto de trayectorias que terminan condensando en el que hoy conocemos y reconocemos a partir de este término. De hecho, la misma palabra esplai tiene un origen incierto, siendo un derivado del concepto desahogar (dar expansión a un sentimiento o entretenerse), que  a la vez es un compuesto del verbo espaciar con la contaminación o el cruce de placer. Por lo tanto, una primera indagación etimológica nos da pistas sobre el significado profundo del esplai en el ámbito lingüístico como un contexto idóneo en que se disfruta y se pueden expresar libremente los sentimientos. 
- (1939-1977) Nacer en tiempos difíciles: los esplais durante la dictadura

En la Cataluña del primer tercio del siglo XX existía una larga y rica tradición de propuestas pedagógicas que iban más allá del ámbito estrictamente escolar, y que en muchos casos aspiraban justamente a la superación de este en cuanto a sus elementos más inmovilistas y autoritarios. A partir de los años cuarenta todo cambiaría. Muchas de estas iniciativas habían podido germinar y madurar durante los años de libertad del paréntesis republicano, pero sucumbirian en el nuevo contexto de represión y de rígido control social que impone el franquismo, especialmente intenso en los años de la inmediata posguerra. La educación quedaría relegada a una pura función adoctrinadora, empobreciendo enormemente el gran bagaje de experiencias que había existido años anteriores. Tendrían que pasar dos décadas, hasta comienzos de los años sesenta, porque el régimen iniciara una tímida apertura hacia nuevas formas de participación y de asociación de tipo cultural y lúdico -sin finalidades políticas aparentes-, una grieta que sería rápidamente aprovechada para dar lugar a una nueva propuesta educativa que a partir de aquel momento tomaría un fuerte impulso y sería uno de los fenómenos sociales característicos de los años de la transición a la democracia: el movimiento de los esplais. 
- (1978-1989) Un nuevo inicio: los esplais i la recuperación democrática

La aparición de un nuevo marco social democrático y la convulsa época de la transición que lo precedió sacudieron profundamente la sociedad catalana y española. La muerte del dictador el 20 de noviembre de 1975 abrió un nuevo campo de expectativas que desataron muchas energías sociales que se habían mantenido latentes durante las décadas anteriores. En este contexto de transición las entidades juveniles del país no restaron a la espera, más bien acontecieron  un activo fundamental de la oposición democrática. 

### Fundación
- Introducción

El 31 de enero de 1982, nace en Barcelona la asociación Esplais Catalans, Esplac. En la Asamblea Constituyente asisten 51 personas delegadas de un total de 21 esplais fundadores, nueve son de Badalona, cinco de Barcelona y dos de L’Hospitalet de Llobregat, y cinco más provienen en solitario de las poblaciones de Sant Andreu de la Barca, Santa Coloma de Gramenet, Sant Feliu de Llobregat, Rubí y Vilanova i la Geltrú. Además, también hay representantes de cinco esplais que acuden como oyentes. Muchas son entidades muy nuevas, de poco más de uno o dos años de historia, a pesar de que hay otros como Sol Ixent o el Bons Amics con una década de trayectoria.
- Esplais fundadores

Arrabal (Santa Coloma de Gramenet), Associació de Minusvàlids de Rubí, AVIC (L’Hospitalet de Llobregat), Bons Amics (Barcelona), Borinot (Badalona), C.E.I.A. (Sant Feliu de Llobregat), C.I.P. La Gatzara (Badalona), Centre Juvenil de Sarrià (Barcelona), Chiribiripum (Badalona), Cirera (Badalona), Diplodocus (Badalona), Estol (Barcelona), Melic (Badalona), Natura (Barcelona), Santa María del Mar (Barcelona), Sol Ixent (Sant Andreu de la Barca), Toti Toti (L’Hospitalet de Llobregat), Unió (Badalona), Xaloc (Vilanova i la Geltrú), Xerinola (Badalona), Xivarri (Badalona). 

### Crecimiento
- Consolidando las estructuras: el crecimiento de Esplac

El aumento de entidades miembros se hace notable a lo largo de los años, pasando de la veintena de esplais fundadores a una septuagésima en el 1990. La asociación, cada vez ve más clara la necesidad de abordar una descentralización, proceso que culmina con la formación de sectores geográficos para cada una de las áreas territoriales con presencia de esplais. De este modo, se empieza a trabajar con lógicas propias y a definir un espacio de encuentro para el territorio. 
Sin embargo, durante el tercer año, aumentaba en paralelo al incremento de entidades miembros, la necesidad de crear una figura laboral de Secretaría Técnica para realizar las tareas administrativas. 
La nueva realidad interna obligó a dar un nuevo impulso al Equipo de Dirección (Equipo de Coordinación, en la actualidad) donde se introducen representantes de los sectores. Así pues, se introdujo a la denominación de Equipos Generales de Sector. También se reformula la figura central de la Secretaría General, que pasaría a ser un cargo dirigente liberado, responsable de la Secretaría técnica de la entidad y con mucha capacidad de acción política. 
- Encuentros y formaciones

Durante estos años se inician muchas de las líneas y proyectos más característicos de Esplais Catalans. Se buscaba fomentar el máximo de intercambios entre las diversas entidades, con proyectos compartidos como por ejemplo colonias conjuntas, y también convocando grandes marcos asociativos para estrechar vínculos como Encuentro General de Esplac (la primera, en 1938 con 300 participantes) o Encuentros de Monitoras y Monitores pensadas para mejorar y profundizar la tarea educativa (la primera, en 1983). Al margen de estos espacios de tipo más interno, desde Esplac también se proporcionaría formación reglada -contratada desde la entidad con varias escuelas homologadas- como los cursos para la obtención de títulos de monitor/a y director/a de actividades en el ocio. Enseguida la oferta y la demanda fue en aumento hasta el punto que con los años se plantearía la necesidad de constituir una escuela propia de formación. Esta se acabará consolidando con la formación en 1991 de la Escola Lliure El Sol, fruto de un partenariado con la Fundación Ferrer y Guàrdia.
- Un proyecto sin fronteras: referentes internacionales

La voluntad de apertura y de establecer vínculos más allá de su propio espacio natural de acción ha sido siempre una característica constante de Esplais Catalans desde su fundación. El año 1983, representantes de Esplac forman parte de una delegación catalana por la fundación de la FIEEA (Fédération Internationales pour las Échangesde Enfants te de Adolescentes), junto con las contrapartes francesa, italiana, tunecina y marroquí. Por otro lado, en 1986 se inician los trámites para pedir la admisión como entidad observadora en la International Falcon Movement- Socialist Educational (IFM-*SEI). Aun así, su ingreso definitivo como organización miembro de pleno derecho no tiene lugar hasta 2012, veinticinco años más tarde.

### Actualidad
Actualmente, la asociación Esplais Catalans está formada por más de 100 esplais situados en más de 70 poblaciones catalanas. Forman parte, en total, casi 7700 niñas y niños y 1800 monitoras y monitores. Para ver la información actualizada puedes visitar: esplac.cat